# Oziornyj (obwód orenburski)
Oziornyj (ros. Озёрный) – osiedle w Rosji, w obwodzie orenburskim, w rejonie swietlińskim. W 2010 liczyło 625 mieszkańców.